# Modiolatus oyamai
Modiolatus oyamai is een tweekleppigensoort uit de familie van de Mytilidae. De wetenschappelijke naam van de soort is voor het eerst geldig gepubliceerd in 1981 door Habe.